# Prosevania aethiopica
Prosevania aethiopica är en stekelart som först beskrevs av De Saeger 1943.  Prosevania aethiopica ingår i släktet Prosevania och familjen hungersteklar. Inga underarter finns listade i Catalogue of Life.